# Niezależna Socjaldemokratyczna Partia Niemiec
Niezależna Socjaldemokratyczna Partia Niemiec (niem. Unabhängige Sozialdemokratische Partei Deutschlands – USPD) – niemiecka partia polityczna działająca w II Rzeszy oraz w Republice Weimarskiej, w latach 1917–1922. Partia powstała w wyniku rozłamu w Socjaldemokratycznej Partii Niemiec (SPD).

## Historia
Impulsem do powstania niezależnej socjaldemokracji było poparcie SPD, już wtedy jednej z największych partii marksistowskich Europy, dla polityki rządu Cesarstwa Niemiec w czasie I wojny światowej. Wielu spośród socjaldemokratów zwątpiło w sens porozumienia z rządem i postanowiło działać na rzecz zakończenia wojny niezależnie od przywództwa SPD. 6 kwietnia 1917 r. zwołano Parteitag, na którym ogłoszono formalne powstanie Niezależnej Socjaldemokratycznej Partii Niemiec. Od początku partia ta była heterogeniczna – do partii wstąpili członkowie Grupy Spartakusa, w tym późniejsi założyciele Komunistycznej Partii Niemiec (KPD) oraz reformiści tacy jak Karl Kautsky i Eduard Bernstein.
USPD początkowo była niechętna większościowej socjaldemokracji, uznając siebie za jedyną spadkobierczynię tradycji niemieckiego ruchu robotniczego. Pomimo wielu zastrzeżeń, liderzy niezależnej socjaldemokracji zgodzili się na stworzenie rządu wraz z SPD (tzw. Rada Pełnomocników Ludowych). Koalicja ta od samego momentu powstania była trapiona wieloma problemami rodzącymi się z różnych celów jakie stawiali sobie liderzy obu partii. Ostatecznie, w wyniku walk bożonarodzeniowych w Berlinie (grudzień 1918), USPD wyszła z koalicji i przeszła do opozycji wobec większościowej socjaldemokracji.
Niezależna socjaldemokracja cieszyła się od 1919 r. coraz większymi wpływami w młodej republice. Według profesora Tadeusza Kotłowskiego, w marcu 1919 r. USPD liczyła około 300 tys. członków, zaś pod koniec tegoż roku około 750 tys. Sukcesem dla młodej partii było opanowanie największego związku branżowego w Niemczech – Niemieckiego Związku Robotników Przemysłu Metalowego. Organy prasowe partii prężnie działały w tamtym okresie – pod koniec 1919 r. wydawano ok. 55 gazet i czasopism.
Początkiem schyłku USPD jako partii politycznej było nieprzyjęcie USPD do Kominternu, przy jednoczesnej niechęci tej partii wobec reaktywowanej Drugiej Międzynarodówki. W październiku 1920 r. skrzydło prokomunistyczne oddzieliło się od USPD i wstąpiło do nowoorganizowanej KPD. Centrystom i prawicy USPD nie pozostało nic innego w tym momencie, jak zbliżenie się do SPD (wobec antydemokratycznego i rewolucyjnego nastawienia KPD). Ten ruch był łatwiejszy ze względu na trwające od początku 1922 r. zamachy na ważnych polityków o demokratycznych i republikańskich poglądach (zabójstwo Waltera Rathenaua, Matthiasa Erzbergera). Na parteitagu we wrześniu 1922 r. USPD większością głosów zdecydowała się przyłączyć do SPD i zakończyć swoją działalność. Niewielka grupka działaczy z Georgiem Ledebourem na czele postanowiła utrzymywać USPD jako odrębną partię, jednak zdecydowana większość wyborców przeszła do SPD lub KPD. USPD rozwiązała się w 1931 r., wchodząc do Socjalistycznej Robotniczej Partii Niemiec (SAPD).

## Organizacja

### Liczebność
- listopad 1918 – ok. 100 000 członków
- koniec stycznia 1919 – ok. 300 000
- wrzesień 1920 – 893 923
- kwiecień 1921 – 339 951
- wrzesień 1921 – 300 659
- czerwiec 1922 – 290 762
- 1925 – ok. 10 000

### Prasa
Centralnym organem prasowym USPD był dziennik Freiheit pod redakcją Rudolfa Breitscheida.

## Prominentni członkowie
- Emil Barth(inne języki)
- Eduard Bernstein
- Arthur Crispien
- Wilhelm Dittmann(inne języki)
- Kurt Eisner
- Hugo Haase
- Karl Kautsky
- Georg Ledebour
- Karl Liebknecht
- Theodor Liebknecht
- Róża Luksemburg
- Luise Zietz